# Hans-Günther Riedel
Hans-Günther Riedel (* 19. Februar 1912 in Zeitz; † 13. Dezember 1979 in Markkleeberg) war ein deutscher Verfahrenstechniker und Hochschullehrer.

## Leben und Wirken
Hans-Günther Riedel stammte aus der preußischen Kreisstadt Zeitz. Nach dem Schulabschluss studierte er und promovierte zum Dr.-Ing. Von 1945 bis 1969 war er Werkdirektor des Ingenieurtechnischen Zentralbüros für Mineralöle und organische Grundstoffe in Böhlen bei Leipzig. In dieser Zeit wurde er Honorarprofessor an der Bergakademie Freiberg. Er war Mitglied der Deutschen Akademie der Wissenschaften zu Berlin.

## Schriften (Auswahl)
- (mit G. Zimmermann): Möglichkeiten und Grenzen der Kohlechemie. In: Chemische Technik 28 (1976), H. 8, S. 449–456.
- Energie- und Stoffwirtschaft im technologisch-ökonomischen Verbund. In: Energietechnik 26 (1976) H. 4, S. 153–157.
- (Hrsg.): Reinhaltung der Luft. VEB Deutscher Verlag für Grundstoffindustrie, Leipzig 1981.

## Auszeichnungen
Für seine bedeutenden wissenschaftlichen und technischen Leistungen bei der verfahrenstechnischen Entwicklung und Projektierung von Anlagen der Braunkohlenveredlung sowie der Erdölverarbeitung wurde Hans-Günther Riedel 1965 den Nationalpreis der DDR II. Klasse für Wissenschaft und Technik verliehen.

## Nachlass
Der wissenschaftliche Nachlass von Hans-Günther Riedel wird im Archiv der Berlin-Brandenburgischen Akademie der Wissenschaften Berlin verwaltet.